# David Lansana
David Lansana (ur. 22 marca 1927 w Baiimie, stracony 19 czerwca 1975 we Freetown) – sierraleoński wojskowy w stopniu brygadiera i polityk, od 23 do 25 marca 1967 wojskowy przywódca Sierra Leone.
Wywodził się z grupy etnicznej Mende. Był jednym z kilku sierraleońskich wojskowych przeszkolonych w brytyjskim Sandhurst. W 1952 został oficerem, po uzyskaniu przez Sierra Leone niepodległości został dowódcą sił zbrojnych. Po tym, gdy w marcu 1967 wybrano na przywódcę Siakę Stevensa, który nie miał oparcia w podzielonym etnicznie społeczeństwie, zdecydował się 21 marca przeprowadzić zamach stanu. Jednak już 23 marca kolejny zamach stanu, dowodzony przez Charlesa Blake'a, obalił go i uwięził, a do władzy wyniósł Narodową Radę Reform, kierowaną tymczasowo przez Ambrose'a Patricka Gendę. Po uwolnieniu został wyznaczony dyplomatą w Nowym Jorku, jednak wkrótce dokonano jego ekstradycji i skazano na pięć lat więzienia za nadużycie władzy. Wypuszczony w 1973, został wkrótce ponownie aresztowany za zdradę stanu i stracony w więzieniu we Freetown razem z 15 innymi osobami.